# Pauline Brunius
Pauline Brunius (10 de febrero de 1881 – 30 de marzo de 1954) fue una actriz y directora teatral y cinematográfica de nacionalidad sueca. 

## Biografía
Su verdadero nombre era Emma Maria Pauline Lindstedt, y nació en Estocolmo, Suecia. Brunius empezó a estudiar baile en 1891, pero acabó dejando los estudios para dedicarse al teatro, entrando a formar parte del Teatro Olympiateatern en 1902. Junto a su marido (John W. Brunius) y un colega, Gösta Ekman, dirigió el Teatro Oscarsteatern en 1926–1932. En 1938 empezó a dirigir el Dramaten, puesto que ocupó hasta 1948.
Desde 1909 a 1935 estuvo casada con el actor John W. Brunius. Fue madre de los también actores Anne-Marie Brunius y Palle Brunius.
Pauline Brunius falleció en Estocolmo, Suecia, en 1954. Fue enterrada en el Cementerio Galärvarvskyrkogården de Estocolmo.